# Philodoria urerana
Philodoria urerana là một loài loài bướm thuộc họ Gracillariidae. Đây là loài đặc hữu của Oahu và Hawaii.
Ấu trùng ăn các loài Urera sandwicensis. Chúng ăn lá cây nơi chúng sống. Sâu bướm này ban đầu tạo thành các rãnh ngắn trên lá, dần dần mở rộng khi ấu trùng lớn dần và tạo thành đường ngoằn ngoèo rồi cuối cùng lớn dần thành vệt to. Ấu trùng kéo kén hơi trắng trên mặt lá.
Thời kỳ nhộng kéo dài khoảng 10 ngày.